# Artur Nogueira
Artur Nogueira este un oraș în São Paulo (SP), Brazilia. 